# Adam Dziewoński
Adam Marian Dziewoński (ur. 15 listopada 1936 we Lwowie, zm. 1 marca 2016) – polski geolog, geofizyk i sejsmolog pracujący w Stanach Zjednoczonych, profesor Harvard University, członek zagraniczny Polskiej Akademii Nauk.

## Życiorys
W 1954 ukończył III LO we Wrocławiu. W 1960 skończył studia fizyczne o specjalności geofizyka na ówczesnym Wydziale Matematyki i Fizyki na Uniwersytecie Warszawskim.
Po studiach pracował w Instytucie Geofizyki Polskiej Akademii Nauk w Warszawie, a jednocześnie przygotowywał rozprawę doktorską pod kierunkiem jednego z twórców geofizyki w Akademii Górniczo-Hutniczej, profesora Henryka Orkisza. Pracę doktorską zatytułowaną Zagadnienie odbić wielokrotnych w problematyce sejsmogramów syntetycznych obronił w 1965 na Wydziale Geologiczno-Poszukiwawczym AGH w Krakowie. W tym samym roku wyjechał na stałe do Stanów Zjednoczonych.
Od 1972 profesor Uniwersytetu Harvarda w Cambridge.
Autor wielu prac i publikacji z dziedziny geofizyki.

## Nagrody i wyróżnienia
Laureat wielu nagród i wyróżnień. W 1998 razem z Donem Andersonem otrzymał Nagrodę Crafoorda za badania struktury i procesów zachodzących we wnętrzu Ziemi.

## Badania sejsmologiczne
Adam Dziewoński zajmował się analizowaniem trzęsień ziemi. Prowadził badania sejsmologiczne. Wspólnie z Donem Andersonem, rozwinęli ogólnie akceptowany model opisujący budowę wnętrza Ziemi. Rozwinął globalną tomografię sejsmiczną co pozwoliło na określenie niektórych prądów konwekcyjnych w płaszczu Ziemi powodujących ruchy kontynentów, wulkanizm i trzęsienia ziemi.
Adam M. Dziewoński był pionierem obecnego podejścia do własności i sposobu rozchodzenia się fal sejsmicznych we wnętrzu Ziemi. Poprzez szczegółowe badanie wielkiego trzęsienia Ziemi, mającego miejsce na Alasce w 27 marca 1964 roku, Dziewoński wraz ze współpracownikami zdołał opracować obraz wnętrza Ziemi. Dzięki niemu wiadomo, że jądro Ziemi nie jest jednolite, ale składa się z jądra stałego wewnętrznego, zbudowanego głównie z żelaza i niklu, które jest otoczone płynnym jądrem zewnętrznym. Fale sejsmiczne przechodzące przez jądro Ziemi zmieniają swój kierunek – są anizotropowe. Według Dziewońskiego jest to spowodowane prądami konwekcyjnymi płynącymi w kierunkach określonych orientacją kryształów metalicznego żelaza rozmieszczonych w stałym jądrze wewnętrznym.
Ostatnio zespół współpracowników Adama Dziewońskiego zaobserwował, że jądro wewnętrzne obraca się o nieco szybciej (ok. 2-3 stopnie) niż powierzchnia (płaszcz) Ziemi. Prawdopodobnie odpowiada za to mechanizm, dzięki któremu Ziemia ma naturalne bieguny magnetyczne.